# Атрани
Атрани (на италиански: Atrani) е село и община в Италия.

## География
Атрани е живописно морско курортно село в регион Кампания на провинция Салерно. Разположен е на северния бряг на Салернския залив. На около 20 км в източна посока се намира провинциалния център Салерно. На около 50 км на северозапад е град Неапол. Непосредствено след Атрани в западна посока е друг живописен курортен град Амалфи. На изток веднага след Атрани са градовете Минори и Равело, също морски курорти. Атрани е сред най-гъсто населените градове на Италия. При площ от 0,20 км² и население 851 жители (към 2013 г.) се падат средно по около 5000 жители на квадратен километър. Градът притежава званието Борги като малък исторически средновековен град. В класацията е на най-малките градове в Европа. Атрани е град от Амалфийското крайбрежие.

## Архитектура
Самобитната архитектура на Атрани, представляваща амфитеатрално наредени една над друга сгради, го прави атрактивна и неповторима гледка.

## Икономика
Главен отрасъл в икономиката на Атрани е морският туризъм.

## Личности
Родени
- Антонио Дзекуила (р. 1964), киноартист

## Побратимени градове
- Уджано ла Киеза, Италия, от юли 2006 г.

## Фотогалерия
- Изглед на Атрани от брега към морето
- Централният плаж на Атрани
- Изглед от юг на север
- Църквата на Атрани